# 라일랜즈흰반점얼굴사키
라일랜즈흰반점얼굴사키(Pithecia rylandsi)는 신세계원숭이에 속하는 사키원숭이의 일종이다. 볼리비아 북부 판도 주와 페루 남동부 마드레데디오스 주에서 발견되며, 브라질 인근 지역(혼도니아 주와 마투그로수 주 남서부)에서도 서식하는 것으로 추정된다. 사키원숭이 중에서 가장 남쪽에서 발견되는 종이다. 사키원숭이 중에서 가장 큰 종에 속하지만, 정확한 크기 비교는 이루어지지 않고 있다. 모든 사키원숭이처럼, 털이 무성하고 거칠다.